# Русский Индырчи
 Русский Индырчи  — деревня в Апастовском районе Татарстана. Входит в состав Булым-Булыхчинского сельского поселения.

## География
Находится в западной части Татарстана на расстоянии приблизительно 10 км на север от районного центра поселка Апастово у речки Бия.

## История
Основана во второй половине XVII века. Упоминалась также как Старый Индырчи, Воскресенское (по церкви), Индырчи.

## Население
Постоянных жителей было в 1782 году- 49 душ мужского пола, в 1859—190 жителей, в 1897—340, в 1908—430, в 1920—402, в 1926—500, в 1938—278, в 1949—230, в 1958—129, в 1970 — 71, в 1979 — 90, в 1989 — 9. Постоянное население составляло 7 человек (русские 43 %, татары 43 %) в 2002 году, 4 в 2010.